# Gymnocorymbus

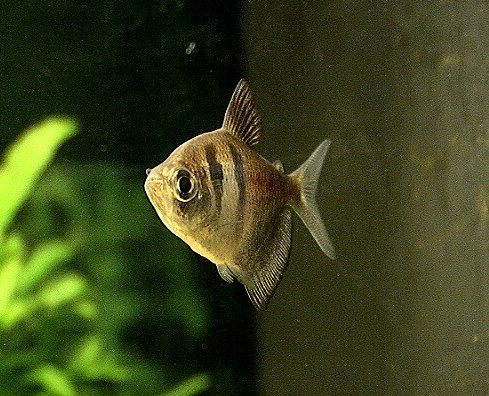
Gymnocorymbus ternetzi

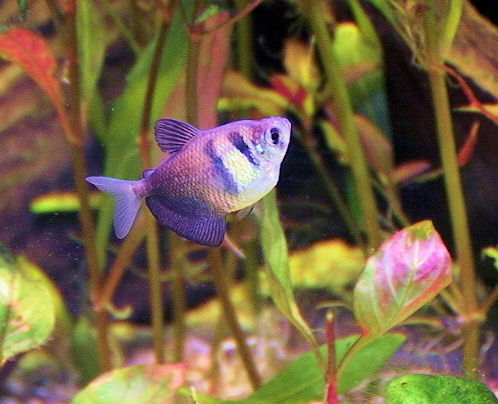
Gymnocorymbus ternetzi

Gymnocorymbus és un gènere de peixos de la família dels caràcids i de l'ordre dels caraciformes.

## Taxonomia
- Gymnocorymbus bondi (Fowler, 1911)
- Gymnocorymbus ternetzi (Boulenger, 1895)[3]
- Gymnocorymbus thayeri (Eigenmann, 1908)[4][5][6][7][8][9][10][11]